# Ray Stewart
 (octobre 2017).
Si vous disposez d'ouvrages ou d'articles de référence ou si vous connaissez des sites web de qualité traitant du thème abordé ici, merci de compléter l'article en donnant les références utiles à sa vérifiabilité et en les liant à la section « Notes et références ».
Pour les articles homonymes, voir Ray Stewart (homonymie) et Stewart.
Raymond (« Ray »), Douglas Stewart, né le 18 mars 1965 à Kingston, est un ancien athlète jamaïcain spécialiste du sprint qui a été vice-champion du monde du 100 m en 1987.

## Biographie
Aux Jeux olympiques de 1984 de Los Angeles, Ray Stewart remporte la médaille d'argent du relais 4 × 100 mètres avec ses compatriotes jamaïcains Al Lawrence, Greg Meghoo et Don Quarrie. Ils sont devancés par le relais des États-Unis, auteur d'un nouveau record du monde. Sur 100 m, Stewart prend la sixième place. En 1987, il remporte deux médailles lors des Championnats du monde d'athlétisme de Rome. Il se classe deuxième de la finale du 100 m remportée par Carl Lewis, et troisième du relais 4 × 100 mètres avec ses coéquipiers John Mair, Andrew Smith et Clive Wright. L'année suivante, lors des Jeux olympiques de Séoul, il est contraint de ralentir sa fin de course à cause d'une blessure, et termine finalement septième de la finale olympique du 100 m. En relais, l'équipe jamaïcaine est devancée de sept centièmes de secondes par l'équipe de France et échoue au pied du podium.
Ses meilleurs chronos sont 9 s 96 en 1991 sur le 100 mètres et 20 s 41 en 1988 sur le 200 mètres.

## Palmarès

### Jeux olympiques
- Jeux olympiques d'été de 1984 à Los Angeles :
  -  Médaille d'argent du 4 × 100 mètres
  - 6e sur 100 mètres
- Jeux olympiques d'été de 1988 à Séoul :
  - 7e sur 100 mètres
  - 4e en relais 4 × 100 m
- Jeux olympiques d'été de 1992 à Barcelone :
  - 7e sur 100 mètres

### Championnats du monde
- Championnats du monde d'athlétisme de 1987 à Rome :
  -  Médaille d'argent du 100 mètres
  -  Médaille de bronze du relais 4 × 100 m
- Championnats du monde d'athlétisme de 1995 à Göteborg :
  - 8e sur 100 mètres
  - 4e en relais 4 × 100 mètres